# Білл Картер
Білл Картер (англ. Bill Carter; нар. 1966) − письменник, журналіст і режисер. Найвідомішим його доробком можна вважати документальний фільм Miss Sarajevo, що було присвячено війні у Боснії. Стрічка складалась з аматорських зйомок, які були зроблені Картером під час волонтерської діяльності в Сараєві рід час облоги міста сербськими військами і російськими добровольцями. Всі матеріали було відзнято безпосередньо в Сараєві, в тому числі на конкурсі краси. Цей конкурс і дав назву фільму, а також однойменному синглу гурту U2. 

## Біографія
Картер зацікавився Балканським конфліктом у 1991 році, після того, як його дівчина загинула в автокатастрофі. Після подорожі у Спліт він приєднався до гуманітарної організації The Serious Road Trip, яка займалась доставкою медикаментів і продуктів харчування в місця, де не працювали Червоний хрест і ООН. 
Картер пояснив, що така ідея може бути дуже небезпечною, бо велике скупчення людей могло б привернути увагу військ, що розташувались на пагорбах навколо міста. Картер натомість запропонував інший шлях: замість того, щоб привезти U2 до Сараєва, він запропонував «перенести Сараєво до U2». Мались на увазі супутникові прямі телевізійні включення з міста на концерти гурту протягом їх туру Zoo TV Tour. Це могло б дати жителям міста шанс бути почутими в світі. 

## Творчість
У 1995 році Картер монтує документальний фільм Miss Sarajevo (Пані Сараєво) з відзнятого матеріалу. Боно захотів назвати фільм на честь конкурсу краси, що був організований в Сараєві під час війни, а також написав однойменну пісню, як саундтрек до стрічки. Фільм Miss Sarajevo виграв Міжнародний Конкурс Monitor, нагороди Golden Hugo і Maverick Director, а також отримав нагороду кінофестивалю Newport Beach.
У 1997 році, після закінчення облоги, гурт U2 провів відомий концерт в Сараєві в рамках музичного туру PopMart, тоді Картер зустрічався з героями свого фільму, з якими познайомився під час зйомок. Він написав книгу спогадів про ці часи під назвою Fools Rush In, яка була екранізована на BBC  і отримав подяку від Боно, Джона Кракауера та багатьох інших.
6 квітня 2009 року Картерові надали почесне громадянство міста Сараєва, найпочеснішу винагороду, яку отримували ті, хто допомагав жителям міста під час облоги.
Друга книга Картера, Червоне літо (Red Summer), розповідає про часи, коли автор протягом чотирьох років працював рибалкою і ловив лососів в невеличкому селищі на Алясці. 
Найновіша книга Картера, Boom, Bust, Boom: A Story About Copper, The Metal That Runs The World [Архівовано 18 січня 2016 у Wayback Machine.] отримала нагороду Книжкового конкурсу штатів Аризони та Нью-Мексико для документальної прози у 2013 році. «Boom, Bust, Boom» — це книга про мідь, яка присутня скрізь у нашому житті, про те, як вона впливає на наше навколишнє середовище, економіку, здоров'я тощо. Картера вразило те, що він отруївся овочами, що були вирощені у власному саду. Книга отримала високі оцінки від критиків у багатьох країнах світу.